# Shillington (Bedfordshire)
Pour les articles homonymes, voir Shillington.
Shillington est un village et une paroisse civile du Central Bedfordshire, en Angleterre.